# Ognina
Ognina (Lògnina in dialetto catanese) è un quartiere della zona nordorientale della città di Catania, facente parte della II Circoscrizione, risultata dall'accorpamento avvenuto nel 2013 delle ex II e IV Municipalità, e che comprende anche i quartieri di Barriera del Bosco, Canalicchio, Villaggio Cardinale Dusmet, Picanello, San Giovanni li Cuti e Guardia.

## Origini del nome
Inizialmente il suo toponimo era Lògnina, anticamente Lòngina, che deriverebbe a sua volta dal greco Λογγανα (Longana, nome di un fiume sotterrato dalla colata lavica del 1329 o da quella del 1381 e che sfociava proprio nel porto), il cui termine indicherebbe i porti muniti di pietre forate per l'approdo delle navi. 
Un'altra ipotesi è il nome Ongia, dea panellenica a cui sarebbe stato dedicato un tempio e un'iscrizione che lo attesterebbe, quest'ultima venne però ritenuta un falso da diversi autori.
Resta comunque la presenza di numerosi monumenti di epoca antica testimoniata da vari autori e di un tesoretto di V-IV secolo a.C. presso il Porto di Ulisse.

## Geografia fisica
Il quartiere confina a nord con Carruba, a nord-est e a est è bagnato dal Golfo di Catania attraverso il Porto Ulisse, a sud con il quartiere Rotolo e ad ovest con il quartiere Picanello. Il quartiere si suddivide in una parte "antica" e una parte "moderna".
La parte antica è rappresentata dall'ultimo tratto di via Messina a sud della Circonvallazione, che in questa sua ultima porzione si chiama viale Ulisse, e dallo spiazzale di via Imbert dove è presente la Chiesa di Santa Maria di Ognina, i cui festeggiamenti si svolgono l'8 settembre di ogni anno fino alle rive del mare, sotto il ponte costruito nel 1962 che oggi non esiste più. 
Il quartiere ha subito un notevole incremento edilizio, e di conseguenza anche demografico, nel corso degli anni sessanta e settanta, dando origine alla parte moderna. Questa è rappresentata dal viale Artale Alagona, il quale forma il lungomare e termina in piazza Mancini Battaglia (innestandosi nella Circonvallazione). Parallelo a questi viali in direzione sud-nord si trova il viale Alcide De Gasperi, in alcuni tratti non ancora completato, e che proseguendo con via Barraco termina allacciata alla rotatoria Giorgio La Pira (dove finisce la Circonvallazione), quindi oltre l'incrocio con la via del Rotolo: quest'ultima, più a sud di viale Ulisse, inizia ad ovest al confine col quartiere Picanello, e termina più ad est a piazza Nettuno.

## Storia
La borgata di Ognina è indissolubilmente legata al mito di Ulisse che, sin dalla stesura del poema Il Ciclope di Euripide, si vuole sbarcasse lungo la frastagliata costa catanese.
Nel Medioevo la costa, l'abitato e il porto di Ognina vennero sconvolti dall'eruzione dell'Etna del 1169, a lungo erroneamente datata al 1381, originatasi tra Tremestieri Etneo, Gravina di Catania e Mascalucia. Sul porto venne eretta un'alta torre cilindrica, oggi datata al XIV-XV secolo, la cui funzione dovette essere probabilmente di carattere militare: al porto di Ulisse avvenne infatti il celebre Scacco di Ognina nel 1356, una battaglia navale che faceva parte della guerra fra Angioini e Aragonesi. Tale torre venne convertita a campanile per la Chiesa di Santa Maria di Ognina, edificio oggi di aspetto tardo-barocco poiché ricostruita dopo il terremoto del Val di Noto del 1693.
Il nucleo tuttavia sviluppò solo a partire dal XIX secolo, quando alle già sviluppate attività della pesca, vi si insediarono le industrie dello zolfo, e a seguito di ciò, a partire dal 1830, vennero realizzate le strade che collegavano il capoluogo etneo con la città di Messina, e dopo il 1866 le linee ferroviarie che collegavano con la città peloritana e con Caltagirone, quest'ultimo collegamento molto importante per il trasporto delle materie prime provenienti dalle zolfatare della Sicilia centromeridionale.
Nel frattempo, si verificò uno sviluppo edilizio, che incrementò soprattutto verso il 1931, anno della stesura di un piano regolatore generale, e periodo in cui cessarono le attività delle industrie dello zolfo. L'antico borgo, ormai divenuto quartiere cittadino, registrò un ulteriore incremento alla fine della seconda guerra mondiale, periodo tra l'altro in cui vennero installati i bunker e la contraerea dell'esercito nazista: la zona, infatti, fu duramente colpita dai bombardamenti alleati, in cui perirono anche molti civili.
La fisionomia del quartiere mutò nei decenni successivi, con la costruzione di imponenti palazzi residenziali, soprattutto nella zona del lungomare. Nel 1970, sul tratto finale della circonvallazione, venne edificato il ponte, che verrà poi demolito nel 2004 per dar spazio alla costruzione della rotatoria dedicata a Giorgio La Pira, inaugurata il 7 giugno dello stesso anno. Nel maggio 2025 viene presentato il nuovo progetto di rigenerazione stradale.

## Monumenti e luoghi d'interesse

### Architetture religiose
- Chiesa di Santa Lucia in Ognina, via Policastro, 146[8].
- Chiesa di Santa Maria di Ognina, via Porto Ulisse, 12[9].

## Cultura

### Scuole
Sono presenti nel quartiere le scuole di istruzione primaria e l'Istituto Tecnico di Istruzione Superiore (già Istituto tecnico nautico) "Duca degli Abruzzi".

## Economia
Ognina si pone come la terza zona della città etnea per concentrazione di attività commerciali - soprattutto nell'ambito della ristorazione - e nel terziario, in particolare nei settori finanziario e creditizio con la presenza di numerosi uffici e di sportelli bancari.
Molto presenti sono le strutture turistico-ricettive con la presenza di alberghi e lidi. Inoltre in due parti del lungomare, quella iniziale e quella terminale, vi sono montati i solarium nel periodo estivo.
Altra importante struttura ricettiva è il porto Ulisse, situata a ridosso della piazza Mancini Battaglia.

## Infratrutture e trasporti
Fino al 1951, è stato uno dei capolinea dalla tranvia di Catania; seguì lo smantellamento dei tram e la sostituzione con una rete di filobus. Oggi il quartiere è servito dalle linee bus AMTS.
Esistono due fermate a Ognina e Picanello lungo il Passante Ferroviario RFI.
Al termine della via Duca degli Abruzzi, sulla Circonvallazione, è possibile imboccare lo svincolo per il raccordo tangenziale che conduce all'Autostrada A18 Messina-Catania.
Note
1. ↑   E. Ciaceri, Culti e miti dell'antica Sicilia, San Giovanni La Punta (CT), 2004  [Catania 1911],  p. 157 e n. 3, ISBN 88-8031-057-7, SBN NAP0030520.
2. ↑  La notizia della lapide risale al  P. Carrera, Delle memorie historiche della città di Catania, Catania, 1639, SBN RLZE017698. Cit. in  A. Holm, Catania Antica, traduzione e cura di G. Libertini, Catania, 1925,  p. 97, SBN PAL0041961.
3. ↑  Uno di essi è riprodotto da Jean Houel alla tavola 147, 3.
4. ↑  G. Libertini, in nota ad Adolf Holm Catania Antica, Catania 1925, p. 72.
5. ↑  Stefano Branca et al., Carta geologica dell'Etna (scala 1:50.000), 2012.
6. ↑   Il 7 giugno si inaugura la rotatoria Orlando, in Paesi etnei Oggi, 6 giugno 2004.
7. ↑   Lungomare, Catania verso il futuro tra modernità, verde e centralità urbana, su Comune di Catania, 21 maggio 2025. URL consultato il 21 maggio 2025.
8. ↑   Bronte, parrocchia Madonna del Rosario: celebra la S. Messa e presenta il nuovo parroco Don Renato Minio, su diocesi.catania.it, Arcidiocesi di Catania. URL consultato il 30 maggio 2015 (archiviato dall'url originale il 30 maggio 2015).
9. ↑   Sant'Agata Li Battiati, Monastero Madonna di Fatima: celebra la S. Messa, su diocesi.catania.it, Arcidiocesi di Catania. URL consultato il 30 maggio 2015 (archiviato dall'url originale il 30 maggio 2015).